# Mordellina floridensis
Mordellina floridensis är en skalbaggsart som först beskrevs av Smith 1882.  Mordellina floridensis ingår i släktet Mordellina och familjen tornbaggar. Inga underarter finns listade i Catalogue of Life.